# 法界寺
法界寺（ほうかいじ）は、京都市伏見区日野西大道町にある真言宗醍醐派の別格本山の寺院。山号は東光山。本尊は薬師如来。開山は伝教大師最澄とされている。藤原氏の一族である日野家の氏寺で、日野薬師あるいは乳薬師の別名で知られる。

## 歴史
法界寺は醍醐寺の南方、宇治市との境界に近い、京都市伏見区日野に所在する。日野は『方丈記』の著者である鴨長明の住んだ地であり、親鸞の生誕地としても知られる。かつて山城国宇治郡日野と呼ばれたこの地は日野家の領地であった。日野家は藤原北家の一族で、儒学や歌道をよくした家柄である。
平安時代後期の永承6年（1051年）、もと文章博士で後に出家した日野資業が、薬師如来を安置する堂を建てたのが法界寺の始まりとされている。薬師如来像の胎内には、資業から4代前の家祖・藤原家宗から代々伝わる、伝教大師最澄自作の三寸の薬師像を納入したという。
寺の草創時期については別の伝えもある。すなわち家宗が弘仁13年（822年）、最澄自作の薬師像を本尊とし、最澄を開山として一族の氏寺を建てたとするものである。
その後、平安後期の阿弥陀信仰の高まりや末法思想の普及にともない、法界寺にも阿弥陀堂が建てられた。当時は幾つかお堂があったが、現存するのは阿弥陀堂のみである。平安時代後期の法界寺には、当時の日記等の記録で判明するだけで少なくとも5体の丈六の阿弥陀如来像が存在したことがわかっている。現在、阿弥陀堂に安置される像がそのうちのどれに当たるかは判明していない。
浄土真宗の宗祖である親鸞は、承安3年（1173年）に日野有範の子として法界寺で生まれたとされている。また、法界寺の近くには親鸞の生誕地にちなんで江戸時代に創建された日野誕生院がある。

## 境内
- 薬師堂（重要文化財）
本堂。1904年（明治37年）、奈良県斑鳩町竜田にあった伝燈寺の本堂を移築したもの。棟札から室町時代、康正2年（1456年）の建築だと分かる。上述の伝燈寺は龍田神社の神宮寺であったが現在は廃絶している。本瓦葺寄棟造、内部は内陣が格天井、内陣が折上格天井である。本尊で重要文化財の秘仏・薬師如来立像は平安時代後期の作。高さ88cm、桜材の寄木造。桜材を用いるのはこの時代では珍しい。右手を施無畏印、左手を右手の高さ近くまで持ち上げて薬壺を持つ。秘仏だったため、着衣の切金模様がよく残っている。胎内に小像を納めていることから、胎児を宿す婦人の姿あるとして妊産婦からの信仰を集め、安産や授乳のご利益をもつ「乳薬師」として古くから信仰を集めている。現在も、薬師堂の格子戸には全国各地の母親から願い事が書かれたよだれ掛けが奉納され、堂の内側が見えないほどである。脇侍として日光菩薩・月光菩薩（鎌倉時代の作）が同じ厨子に安置されている。厨子の正面には鏡が貼り付けられているため開かず、拝観は横からのみである。本尊を安置する厨子の左右にはさらに2つの厨子があり、鎌倉時代の十二神将像が6体ずつ安置されている。像高60センチメートル余りの像であるが躍動感に富み、頭にはそれぞれ十二支のを象った彫り物が付いている（本尊、十二神将ともに非公開）。薬師如来立像は秘仏であるが、2016年（平成28年）4月29日から同年5月8日まで「京都非公開文化財特別公開」の一環として開扉され、新聞報道等によれば、51年ぶりの公開である[1][2][3]。
- 阿弥陀堂（国宝）
鎌倉時代初期の建築。承久3年（1221年）の兵火で焼失後、まもない頃の建立と推定される。方五間（間口、奥行ともに柱間の数が5間）の身舎（もや）の周囲に1間の裳階（もこし）をめぐらした形で、屋根は宝形造（ピラミッド形）で檜皮葺きである。裳階の屋根は正面側の中央三間分を一段高く切り上げる。裳階部分は壁や建具を入れず吹き放ちとする。身舎の正面は五間とも蔀戸（しとみど）である。身舎内部には国宝の本尊阿弥陀如来坐像を安置し、本尊を囲むように四天柱（方形をなすように配置された4本の柱）が立つのみで間仕切りはない。平面構成は阿弥陀如来の周囲を人々が歩いてめぐりながら念仏を唱える常行三昧堂の形式を伝える。身舎柱と四天柱の柱筋が一致せず、四天柱の外側の空間を広くとる点にこの堂の特色がある。四天柱の表面や、柱上の小壁には創建当時の絵画が残る[4]。
- 鐘楼
- 庫裏
- 池
- 大師堂
- 山門
- 日野御廟所 - 境内の外にある。日野一族の墓が建ち並んでいる。

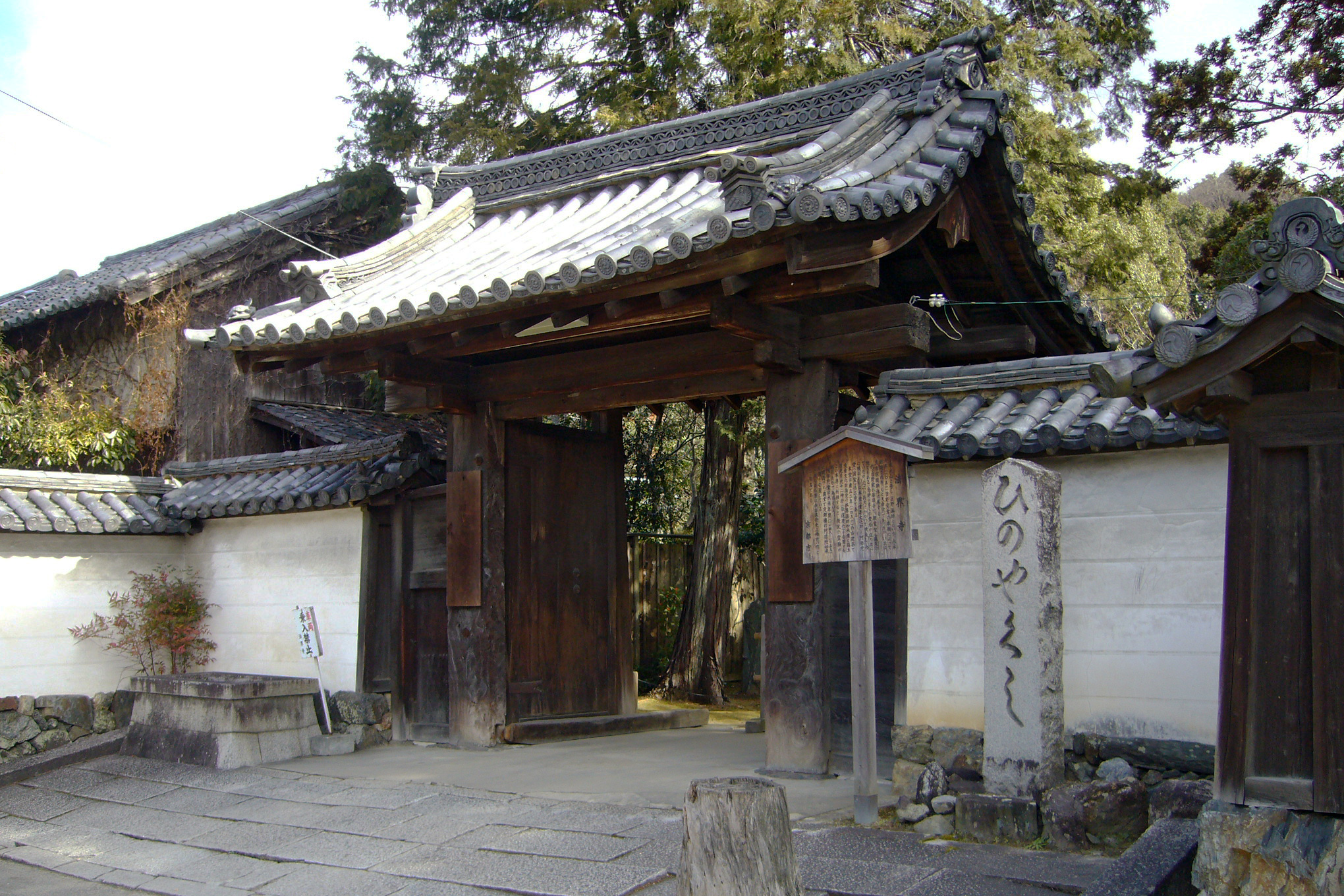
山門
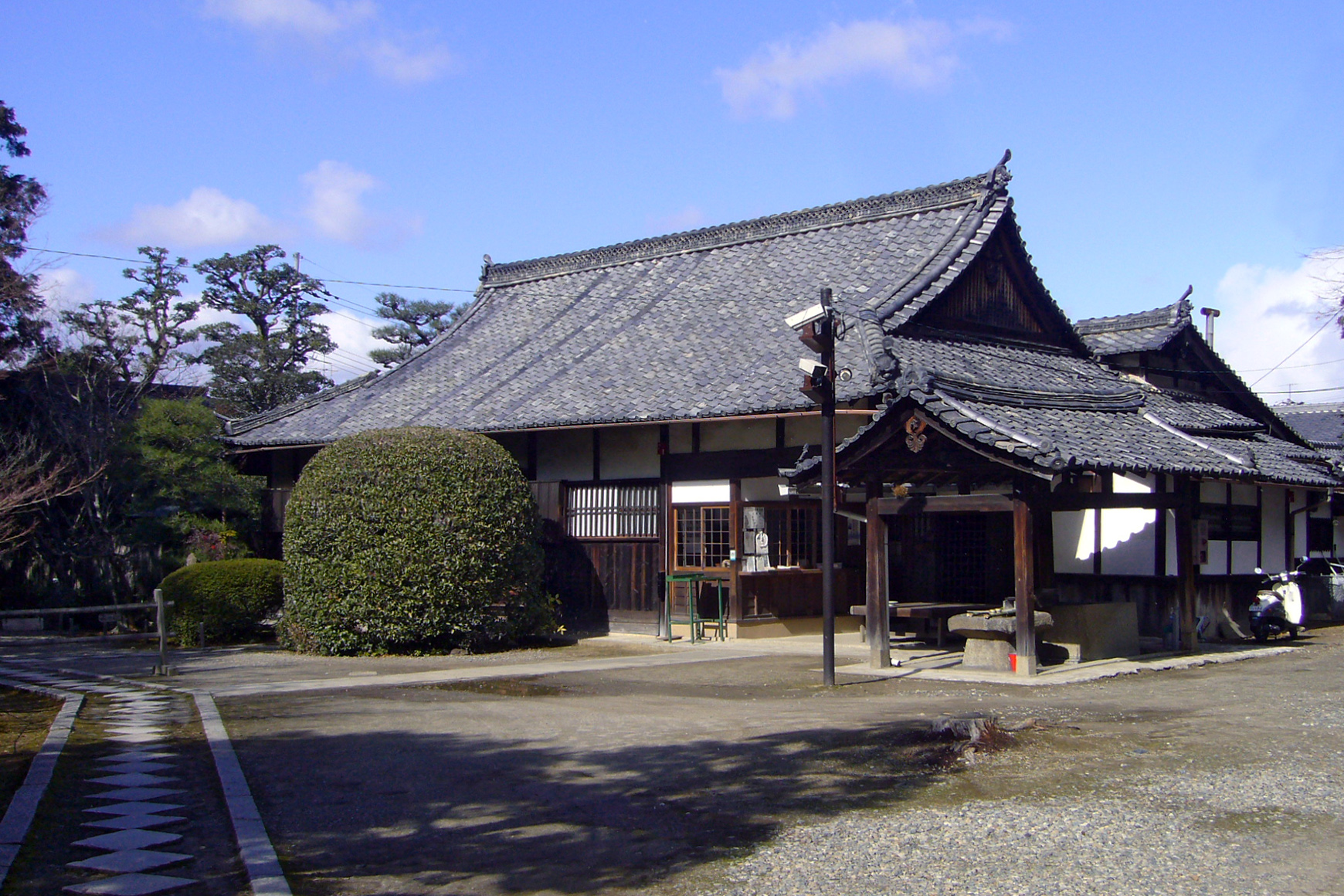
庫裏

## 文化財

### 国宝
- 阿弥陀堂
- 木造阿弥陀如来坐像 - 11世紀末頃の作。阿弥陀堂の本尊。像高2.8メートル。仏師定朝の様式を受けた定朝様（よう）の阿弥陀像の典型的な作品。

### 重要文化財
- 本堂
- 木造薬師如来立像
- 木造十二神将立像
- 阿弥陀堂内装飾画[5]。
  - 阿弥陀如来並坐像 8面
  - 飛天図 10面
  - 飛行火舎・華盤・楽器図 5面
  - 宝相華文（笈形）24面
    - （以上土壁著色）

  - 金剛界諸尊・十二天・迦陵頻伽像（四天柱）4本
    - （以上板絵著色）

内陣長押上の小壁に描かれた23面（阿弥陀如来並坐像8面、飛天図10面、飛行火舎・華盤・楽器図5面）と、その上部の壁に描かれた宝相華文24面は、板壁でなく土壁に描かれた壁画として日本における稀少な例の1つである。四天柱（仏壇周囲に立つ4本の柱を指す）にも、金剛界曼荼羅の諸仏や、十二天、迦陵頻伽などの絵画が残っているが、剥落・褪色が甚だしい。

### 京都市指定史跡
- 法界寺境内

### 京都市登録無形民俗文化財
- 日野の裸踊り

## 年中行事
日野の裸踊り（1月14日） - 阿弥陀堂広縁で、少年・青壮年の2組に分かれ、裸で両手を合わせて「頂礼、頂礼」ともみ合う奇習。

## 前後の札所
西国薬師四十九霊場
37 浄瑠璃寺　-　38 法界寺　-　39 醍醐寺
通称寺の会（日野薬師）

## 所在地・アクセス
京都府京都市伏見区日野西大道町19
開門時間
- 9時 - 17時（10月 - 3月は、9時 - 16時）

交通アクセス
- 京都市営地下鉄東西線 石田駅 徒歩20分
- 京阪宇治線六地蔵駅、JR奈良線・京都市営地下鉄東西線六地蔵駅から京阪バス8号経路で日野薬師下車